# نيكولاي بنجامين كابيلين
نيكولاي بنجامين كابيلين هو محامي وقاضي وسياسي نرويجي، ولد في 15 سبتمبر 1795، وتوفي في 28 يناير 1866. انتخب نائب عضو برلمان النرويج ‏ عن دائرة  خلال فترته النيابية ‏ (1836 – 1838) وانتخب عضو برلمان النرويج ‏ عن دائرة  خلال فترته النيابية ‏ (1839 – 1841).